# Sabine Jahn
Sabine Jahn –nombre de casada, Sabine Gust– (27 de junio de 1953) es una deportista de la RDA que compitió en remo.
Participó en los Juegos Olímpicos de Montreal 1976, obteniendo una medalla de plata en la prueba de doble scull. Ganó dos medallas en el Campeonato Mundial de Remo, plata en 1975 y oro en 1977, y una medalla de oro en el Campeonato Europeo de Remo de 1973.

## Palmarés internacional
| Juegos Olímpicos   | Juegos Olímpicos         | Juegos Olímpicos | Juegos Olímpicos         |
| Año                | Lugar                    | Medalla          | Prueba                   |
| ------------------ | ------------------------ | ---------------- | ------------------------ |
| 1976               | Montreal (Canadá)        | Medalla de plata | Doble scull              |
| Campeonato Mundial |                          |                  |                          |
| Año                | Lugar                    | Medalla          | Prueba                   |
| 1975               | Nottingham (Reino Unido) | Medalla de plata | Doble scull              |
| 1977               | Ámsterdam (Países Bajos) | Medalla de oro   | Cuatro scull con timonel |
| Campeonato Europeo |                          |                  |                          |
| Año                | Lugar                    | Medalla          | Prueba                   |
| 1973               | Moscú (URSS)             | Medalla de oro   | Cuatro scull con timonel |